# アート・ガーファンクル
アーサー・アイラ・ガーファンクル（英語: Arthur Ira Garfunkel、1941年11月5日 - ）は、アメリカ合衆国出身のシンガーソングライター、俳優。
ポール・サイモンとのデュオ「サイモン&ガーファンクル」の活動で知られる。ソロとしても成功を収め、そのハスキーで伸びやかな高音部を中心とした美しい歌声は「天使の歌声」と評された。
ローリング・ストーン誌選出「歴史上最も偉大な100人のシンガー」第86位。

## 略歴
祖父の代にアメリカに移住したルーマニア系ユダヤ人で、ニューヨークのクイーンズ区出身。
小学校6年生の時にポール・サイモンと出会い、トム&ジェリーという名で音楽活動を始めた。1960年代前半、アーティ・ガー（Artie Garr）の名前で数枚のシングルを発表後、一旦音楽活動を休止しコロンビア大学で美術史を専攻し学士号を取得。その後、コロンビア教育大学院で数学教育学の修士号を取得している。1963年頃ポールと再会した後、1964年に「サイモン&ガーファンクル」として活動を再開、1970年まで活躍したが活動停止。その後ソロ歌手として数々のアルバムを発表し、「瞳は君ゆえに」(I Only Have Eyes for You)や「ブライト・アイズ」(Bright Eyes)などはイギリスでシングル第1位を獲得した。また、俳優として「ボクシング・ヘレナ」など数本の映画に出演、詩集『スティル・ウォーター』を出版。その他にアメリカ大陸徒歩横断(Across America)を成し遂げ、ヨーロッパ大陸徒歩横断(Euro Walk)に挑戦するなど、幅広く活動している。

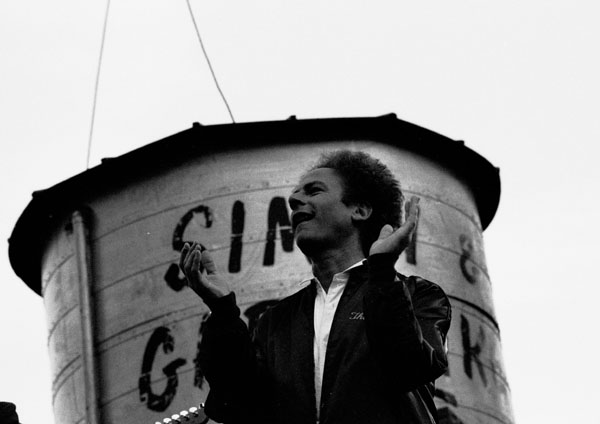
アイルランド・ダブリン公演 (1981年)

1981年、ニューヨークのセントラル・パークコンサートのため、サイモン&ガーファンクルを再結成した。その好評を受けて新しいアルバムの計画もあったが、サイモンによる新曲のテーマがサイモン個人の状況に偏っていて二人で歌うには不向きといった問題が持ち上がり、ガーファンクルとしてはそれでも意欲的であったが結局破談となった。しかしながらその後も再結成は行われ、2003年に「オールド・フレンズ」と題したアメリカやヨーロッパでのコンサート・ツアーを、2009年には来日コンサートも行なわれた。
2010年ごろ、声帯麻痺を患いコンサート・ツアーの休止に追い込まれたが、その後回復し音楽活動を続けている。

## ディスコグラフィー

### ソロアルバム
- 『天使の歌声』(Angel Clare)（1973年）
- 『愛への旅立ち』(Breakaway)（1975年）
- 『ウォーターマーク』(Watermark)（1978年）
- 『フェイト・フォー・ブレックファースト』(Fate for Breakfast)（1979年）
- 『シザーズ・カット〜北風のラストレター』(Scissors Cut)（1981年）
- 『アニマルズ・クリスマス』(The Animals' Christmas)（1986年）
- 『レフティー』(Lefty)（1988年）
- 『アップ・ティル・ナウ』(Up 'til Now)（1993年）
- 『アクロス・アメリカ〜ベリー・ベスト・オブ・アート・ガーファンクル』(The Very Best of Art Garfunkel Across America)（1996年） -ライヴ盤
- 『心の詩』(Songs from a Parent to a Child)（1997年）
- 『心の散歩道』(Everything Waits to Be Noticed)（2002年） - マイア・シャープ、バディ・マンドロックとの共作
- 『魅惑の宵』(Some Enchanted Evening)（2007年）
- 『Father and Son』（2024年）- カバーアルバムで息子のアート・ガーファンクル・ジュニアとのデュエットアルバム

### コンピレーション
- 『天使の夢〜グレイテスト・ヒッツ』(The Art Garfunkel Album)（1985年）
- 『GARFUNKEL 〜ベスト』(Garfunkel)（1988年）
- 『ザ・シンガー』(The Singer)（2012年）

### シングル
- 1973年 「友に捧げる讃歌」 "All I Know" (US # 9)
- 1973年 「君に歌おう僕の歌」 "I Shall Sing" (US # 38)
- 1974年 「青春の旅路」 "Traveling Boy" (US # 102)
- 1974年 "Second Avenue" (US # 34)
- 1975年 「瞳は君ゆえに」 "I Only Have Eyes for You" (US # 18)
- 1975年 「愛への旅立ち」 "Breakaway" (US # 39)
- 1977年 「ワンダフル・ワールド」 "(What a) Wonderful World" (with Paul Simon and James Taylor) (US # 17)
- 1977年 「泣きながら目覚めて」 "Crying in my Sleep"
- 1979年 「シンス・アイ・ドント・ハヴ・ユー」 "Since I Don't Have You" (US # 53)
- 1979年 "In A Little While (I'll Be On My Way)"
- 1979年 「ブライト・アイズ」 "Bright Eyes"
- 1981年 「ハート・イン・ニューヨーク」 "A Heart in New York" (US # 66)
- 1984年 "Sometimes When I'm Dreaming"
- 1988年 「ソー・マッチ・イン・ラヴ」 "So Much in Love"

## 日本公演
- 1988年

7月24日 東京ドーム KIRIN DRY GIGS'88 with ビリー・ジョエル、ボズ・スキャッグス、ザ・フーターズ、インペリテリ
- 1992年

8月31日 広島厚生年金会館、9月2日 神戸国際会館、3日 フェスティバルホール、5日 神奈川県民ホール、7日、8日 中野サンプラザ、9日 渋谷公会堂
- 1994年

11月23日 大阪サンケイホール、25日、26日 ゆうぽうと簡易保険ホール
- 1998年

4月1日 大阪サンケイホール、2日 愛知県勤労会館、4日 オーチャードホール
- 2001年

9月26日 広島厚生年金会館、27日 岡山市民会館、29日 熊本市民会館、30日 福岡サンパレス、10月1日 大分県立総合文化センター、4日 旭川市民文化会館、5日 北海道厚生年金会館、7日 桐生市市民文化会館、8日 宮城県民会館、10日 名古屋市民会館、11日 尼崎アルカイックホール、12日 茨城県立県民文化センター、13日 神奈川県民ホール、15日,16日 オーチャードホール、18日 フェスティバルホール、19日 京都会館、20日 豊田市民文化会館、21日 鳥取県立県民文化会館
- 2017年

11月6日 札幌市教育文化会館大ホール、8日 盛岡市都南文化会館(キャラホール)、10日 東北大学百周年記念会館 川内萩ホール、13日 広島JMSアステールプラザ大ホール、14日 あましんアルカイックホール、16日,17日 Bunkamuraオーチャードホール
- 1982年、1993年、2009年はサイモン&ガーファンクルとして日本公演。
- 1978年には全くのプライベートで来日し、福井、京都、東京などを訪れている。2009年のサイモン&ガーファンクル大阪公演のステージ上にて、アート自身がその当時のエピソードを語った。王貞治のホームランを見るために後楽園球場まで行ったという。

## 俳優活動
- キャッチ22（1970年）
- 愛の狩人（1971年）
- ジェラシー（1980年）
- ボクシング・ヘレナ（1993年）
- 理想の彼氏（2009年）

## その他
弟のジェローム・ガーファンクル (Jerome Garfunkel, 1945 - 2018) は、事務用プログラミング言語COBOLの専門家であり、COBOLに関する著作の執筆や、商務省の上級技術顧問や複数のCOBOL標準化団体の委員を務めたことで知られる。